# Kanaria
Kanaria（カナリア、2002年5月30日 - ） は、日本の男性ボカロP、作詞家、作曲家、バーチャルYouTuber。

## 概要
2020年5月10日、初音ミクを使用した楽曲『百鬼祭』をYouTubeとニコニコ動画に投稿し活動開始。
2作目に発表した『KING』は、YouTubeで約9000万再生を超える大ヒットを記録し、2021年5月7日放送の「ミュージックステーション」では、ネクストブレイクとして紹介された。
2023年カラ鉄年間ボカロカラオケランキングで1位に輝いた『酔いどれ知らず』をはじめ『エンヴィーベイビー』『QUEEN』など、数々のヒット曲を生み出している近年のヒットメーカーである。
2024年8月24日、「【初配信】Kanaria、喋ります。」という告知とともに、Live2Dの姿でYouTube生配信をし、配信活動を開始した。

## 作品

### KING
王の処刑を匂わせる歌詞となっており、フランス革命をテーマにしているなど様々な考察がなされている。
2020年8月2日、YouTubeやニコニコ動画および各配信サイトにて投稿した2作目。投稿から2ヶ月ほどで100万再生を達成した。2021年上半期 Billboard JAPAN UGCソングチャート “Top User Generated Songs” にて首位を獲得。
2021年5月17日、iOS/Androidアプリ『プロジェクトセカイ カラフルステージ! feat. 初音ミク』にリズムゲーム楽曲として追加。同年9月20日、アプリゲーム『バンドリ! ガールズバンドパーティ!』に追加収録。同年11月10日発売のアルバム『バンドリ！ ガールズバンドパーティ！ カバーコレクション Vol.6』でCD初収録。nanaを運営するnana music調査による『最も歌われたボカロ曲ランキング（2021年版）』で第2位に選ばれた。

### 酔いどれ知らず
2022年5月2日、YouTubeとニコニコ動画に投稿し、4日後に各配信サイトにてリリースされた9作目。2022年11月30日、ニコニコ動画で自身7曲目となるミリオンを達成。Billboard JAPANのUGCソングチャート“Top User Generated Songs”にて首位を獲得。2023年5月14日、アプリゲーム『バンドリ! ガールズバンドパーティ!』に追加収録。

## ディスコグラフィ

### シングル

#### 配信限定シングル
| #       | 配信日         | タイトル                       | アルバム     | 規格                   |
| Kanaria | Kanaria        | Kanaria                        | Kanaria      | Kanaria                |
| ------- | -------------- | ------------------------------ | ------------ | ---------------------- |
| 1st     | 2020年6月3日   | 百鬼祭                         | KING         | デジタル・ダウンロード |
| 2nd     | 2020年8月2日   | KING                           | KING         | デジタル・ダウンロード |
| 3rd     | 2020年10月17日 | ヒトリユラリ (MARETU REMIX)    | 未収録       | デジタル・ダウンロード |
| 4th     | 2021年2月13日  | エンヴィーベイビー             | Kanaria.code | デジタル・ダウンロード |
| 5th     | 2021年3月12日  | MIRA                           | 未収録       | デジタル・ダウンロード |
| 6th     | 2021年7月26日  | EYE                            | Kanaria.code | デジタル・ダウンロード |
| 7th     | 2021年12月3日  | エンヴィーベイビー×KING        | 未収録       | デジタル・ダウンロード |
| 8th     | 2022年1月14日  | アイデンティティ               | Kanaria.code | デジタル・ダウンロード |
| 9th     | 2022年5月6日   | 酔いどれ知らず                 | Kanaria.code | デジタル・ダウンロード |
| 10th    | 2022年8月10日  | QUEEN                          | Kanaria.code | デジタル・ダウンロード |
| 11th    | 2022年11月16日 | 大脳的なランデブー             | 未収録       | デジタル・ダウンロード |
| 12th    | 2023年4月15日  | レクイエム (feat.星街すいせい) | 未収録       | デジタル・ダウンロード |
| 13th    | 2023年4月23日  | レクイエム (feat.初音ミク)     | 未収録       | デジタル・ダウンロード |
| 14th    | 2023年7月8日   | デーモンロード                 | 未収録       | デジタル・ダウンロード |
| 15th    | 2024年4月27日  | Dec.                           | 未収録       | デジタル・ダウンロード |
| 16th    | 2024年7月20日  | チャンピオン                   | 未収録       | デジタル・ダウンロード |
| 17th    | 2024年8月24日  | ネバーフィクション             | 未収録       | デジタル・ダウンロード |
| 18th    | 2024年10月12日 | BRAIN                          | 未収録       | デジタル・ダウンロード |

### アルバム

#### オリジナルアルバム
| ＃  | 発売日        | タイトル     | 規格品番 | 収録曲                                                                                              | 最高位 |
| --- | ------------- | ------------ | -------- | --------------------------------------------------------------------------------------------------- | ------ |
| 1st | 2020年12月9日 | KING         | OTTO-95  | 全7曲 1. ヒトリユラリ 2. KING 3. 不幸せ 4. 百鬼祭 5. エッサホイサ 6. NaNaNa 7. ダークハッピー       | 44位   |
| 2nd | 2022年9月21日 | Kanaria.code | SNCL-67  | 全7曲 1. 百鬼祭 2. KING 3. エンヴィーベイビー 4. EYE 5. アイデンティティ 6. 酔いどれ知らず 7. QUEEN | 18位   |

### 楽曲提供
| 発売日         | タイトル                     | アーティスト              |
| -------------- | ---------------------------- | ------------------------- |
| 2021年1月31日  | レイジークレイジー           | ころん                    |
| 2021年6月19日  | カルトチック                 | ベアードアード            |
| 2021年6月30日  | ブルーパレット               | そらる                    |
| 2021年7月28日  | パラノイア                   | ふぇにくろ                |
| 2021年10月20日 | 強欲                         | 幸祜                      |
| 2021年12月25日 | ブラッディ・グルービー       | ChroNoiR                  |
| 2022年1月7日   | BYE                          | うらたぬき×となりの坂田。 |
| 2022年1月26日  | ドメスティックでバイオレンス | Ado                       |
| 2022年8月17日  | シャンデリア                 | 紫咲シオン                |

### ミュージックビデオ
| 公開日         | タイトル           | ボーカル             | イラスト   |
| -------------- | ------------------ | -------------------- | ---------- |
| 2020年5月10日  | 百鬼祭             | 初音ミク             | 白咲まぐる |
| 2020年8月2日   | KING               | GUMI                 | のう       |
| 2020年10月17日 | ヒトリユラリ       | 初音ミク             | のう       |
| 2021年2月13日  | エンヴィーベイビー | GUMI                 | LAM        |
| 2021年3月12日  | MIRA               | 小春六花             | LAM        |
| 2021年7月25日  | EYE                | GUMI                 | LAM        |
| 2021年12月19日 | アイロニック       | 初音ミク             | 白咲まぐる |
| 2022年1月9日   | アイデンティティ   | GUMI×初音ミク        | LAM        |
| 2022年5月2日   | 酔いどれ知らず     | GUMI                 | LAM        |
| 2022年8月6日   | QUEEN              | GUMI                 | LAM        |
| 2022年11月16日 | 大脳的なランデブー | Kanaria              | [ 注釈 2 ] |
| 2023年4月14日  | レクイエム         | Kanaria×星街すいせい | LAM        |
| 2023年4月22日  | レクイエム         | 初音ミク             | LAM        |
| 2023年7月7日   | デーモンロード     | 初音ミク             | LAM        |
| 2024年4月26日  | Dec.               | GUMI                 | LAM        |
| 2024年7月19日  | チャンピオン       | 初音ミク             | LAM        |
| 2024年8月23日  | ネバーフィクション | Kanaria×星街すいせい | LAM        |
| 2024年10月11日 | BRAIN              | Kanaria              | odyk       |